# Amphlett-öarna

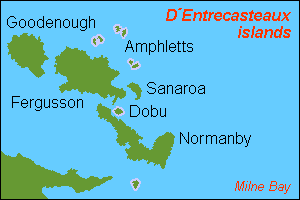
Översiktskarta.

Amphlett-öarna är en liten ögrupp i D’Entrecasteaux-öarna som tillhör Papua Nya Guinea i västra Stilla havet.

## Geografi
Amphlett-öarna utgör en del av Milne Bay-provinsen och ligger endast cirka 96 km nordöst om Nya Guinea som de nordligaste öarna av området. Dess geografiska koordinater är 9°00′ S och 151°00′ Ö.
Öarna är av vulkaniskt ursprung fördelade på 7 grupper där de största öarna är:
- Gumawana eller Urasi - huvudön
- Wamea Wata
- Wawwa
- Yabwaia
- samt några småöar.

Befolkningen är känd för sin traditionella lergodstillverkning.

## Historia
D'Entrecasteaux-öarna har troligen bebotts av polynesier sedan cirka 1500 f.Kr. De upptäcktes tillsammans med Trobriandöarna av den franske kaptenen Joseph d'Entrecasteaux 1793 under sökandet efter de La Pérouse.
1873 utforskades och kartlades ögruppen av den brittiske kaptenen John Moresby med fartyget "HMS Basilisk".
Åren 1914 till 1916 samt 1917 till 1918 utförde antropologen Bronisław Malinowski studier av befolkningen på D'Entrecasteaux-öarna och på Trobriandöarna.
1942 till 1943 ockuperades ögruppen av Japan.